# Carex clausa
Carex clausa är en halvgräsart som beskrevs av Holmb. Carex clausa ingår i släktet starrar, och familjen halvgräs. Inga underarter finns listade i Catalogue of Life.